# Arena do Grêmio
L'Arena do Grêmio és un estadi de futbol de la ciutat de Porto Alegre, Rio Grande do Sul.
Va ser inaugurat el 8 de desembre de 2012 i té una capacitat per a 55.225 espectadors asseguts.
És la seu del club Grêmio Foot-Ball Porto Alegrense, reemplaçant l'antic Estádio Olímpico Monumental. És un estadi de categoria 4 segons la classificació de la UEFA.

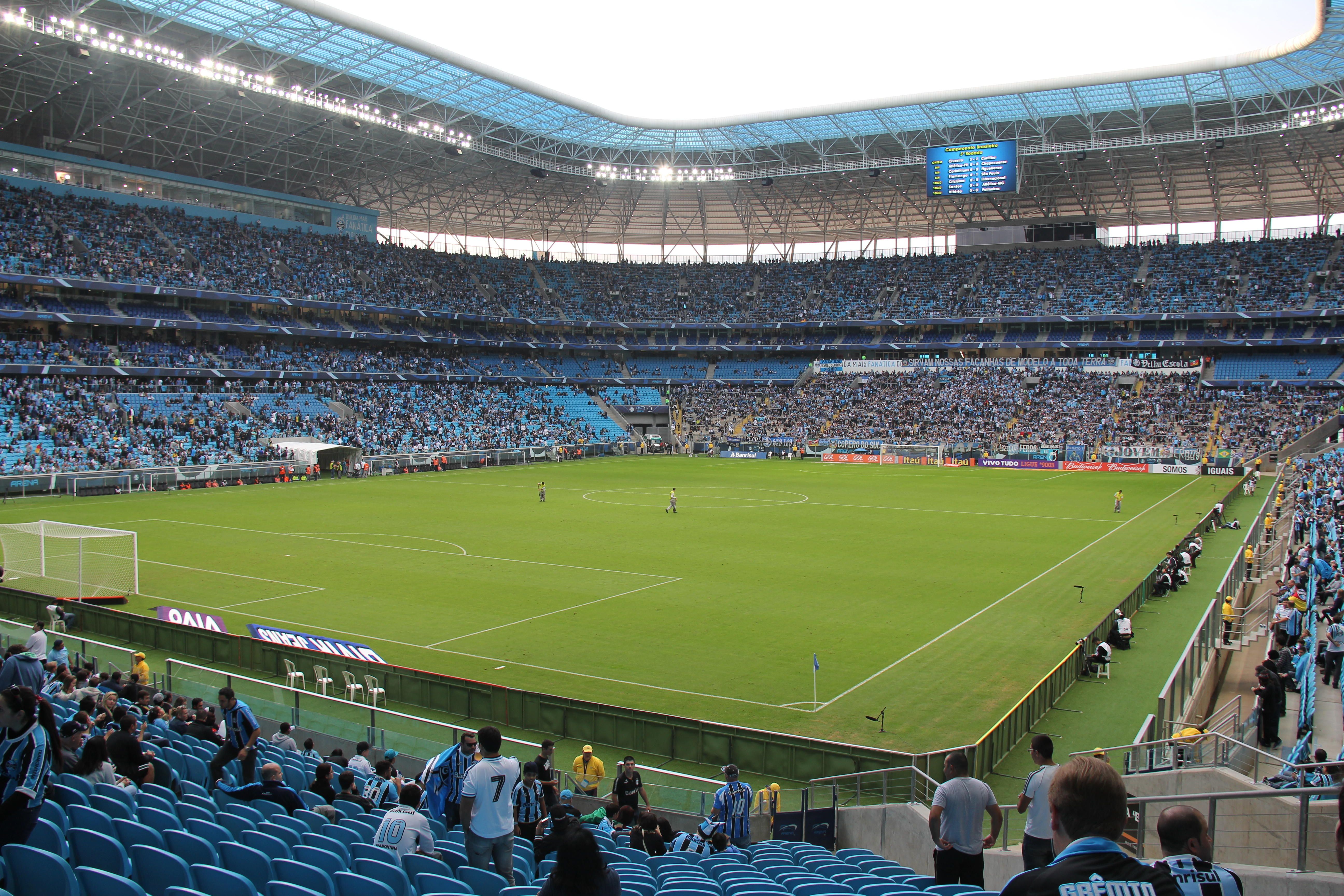
Vista interior.